# Liliovité
Liliovité (Liliaceae Juss. s. str.) je čeleď jednoděložných rostlin z řádu liliotvaré (Liliales).

## Pojetí čeledi
Tento článek pojednává o čeledi liliovité v užším pojetí (Liliaceae s. str. [sensu stricto]). Některé starší taxonomické systémy prezentovaly čeleď v mnohem širším pojetí (Liliaceae s. l. [sensu lato]) a řadily do nich druhy mnoha dalších menších čeledí, z nichž některé systém APG II řadí do jiných skupin, hlavně Asparagales. Jsou to např. tyto čeledi: Alliaceae J. G. Agard (česnekovité), Alstroemeriaceae Dum, Amaryllidaceae Jaume St.-Hil (amarylkovité), Anthericaceae J. G. Agard (bělozářkovité), Aphyllanthaceae G. T. Burnet, Asparagaceae Juss (chřestovité), Asphodelaceae Juss (asfodelovité), Asteliaceae Dum, Blandfordiaceae Dahlgren and Cliffor, Colchicaceae DC (ocúnovité), Convallariaceae Horan (konvalinkovité), Eriospermaceae Endl, Hemerocallidaceae R. Br (denivkovité), Herreriaceae, Hostaceae B. Mathe (bohyškovité), Hyacinthaceae J. G. Agard (hyacintovité), Hypoxidaceae R. Br, Melanthiaceae Batsc (kýchavicovité), Ruscaceae Spreng (listnatcovité), Tecophilaeaceae Leybol, Trilliaceae Lindl (triliovité).
Z tohoto důvodu se mohou popisy, rozšíření a výčty zástupců čeledi liliovité v závislosti na pojetí v publikacích značně lišit.

## Popis
Jedná se zpravidla o vytrvalé pozemní byliny, převážně s cibulemi, jsou jednodomé s oboupohlavnými květy. Listy mohou být nahloučeny na bázi, jsou jednoduché, přisedlé nebo řapíkaté, střídavé (jen výjimečně vstřícné nebo v přeslenech), uspořádané nejčastěji střechatě, s listovými pochvami nebo bez nich. Listy zpravidla dobře vyvinuté, vzácně jsou redukované. Čepele listů jsou celokrajné, ploché, žlábkovité, svinuté nebo oblé, čárkovité, žilnatina je souběžná. Jazýček chybí. Květy jsou oboupohlavné, jsou jednotlivé nebo v květenstvích, zpravidla v hroznech, latách nebo okolících. Květy jsou pravidelné nebo vzácněji souměrné (zygomorfní). Okvětí je vyvinuto, zpravidla 6 okvětních lístků ve 2 přeslenech, vzácně jsou květní obaly rozlišeny na kalich a korunu, lístky jsou volné, různých barev. Tyčinek je 6, ve 2 přeslenech, nejsou srostlé s okvětím ani navzájem. Gyneceum je složeno ze 3 plodolistů, je synkarpní, čnělka je 1, blizna 1 nebo 3, semeník je svrchní. Plod je suchý, pukavý, převážně tobolka.

## Rozšíření
Je známo asi 15 rodů a asi 610 druhů, které jsou rozšířeny na severní polokouli, v Evropě s přesahem do Severní Afriky, v Asii a v Severní Americe. V případě širšího pojetí čeledi je však počet zástupců i rozšíření nesrovnatelně větší.
V ČR rostou ve volné přírodě a jako původní pouze zástupci čtyř rodů z čeledi liliovitých v užším pojetí (Liliaceae s. str.), celkem asi 11 druhů. Rod křivatec (Gagea) je zastoupen 7 druhy, všechny jsou žlutě kvetoucí, časně jarní rostliny. Rod lilie (Lilium) je zastoupen 2 druhy: lilie zlatohlavá (Lilium martagon) a lilie cibulkonosná (Lilium bulbiferum), další se pěstuji jako okrasné rostliny. Kandík psí zub (Erythronium dens-canis) roste na kopci Medník u obce Pikovice v Posázaví. Jeho původnost je zde sporná. Čípek objímavý (Streptopus amplexifolius) je rostlina horských lesů. Zástupci rodů tulipán (Tulipa) a řebčík (Fritillaria) jsou v ČR pouze pěstováni jako okrasné rostliny a občas zplaňují.

## Zástupci
- čípek (Streptopus)
- kandík (Erythronium)
- klintonka (Clintonia)
- křínovec (Cardiocrinum)
- křivatec (Gagea)
- lilie (Lilium)
- lilijka (Lloydia, syn. Gagea)
- liliovka (Tricyrtis)
- pěknosemenec (Calochortus)
- půvabnička (Nomocharis, syn. Lilium)
- řebčík (Fritillaria)
- tulipán (Tulipa)[3]

## Seznam rodů
Amana, Calochortus, Cardiocrinum, Clintonia, Erythronium, Fritillaria (včetně Korolkowia, Rhinopetalum), Gagea (vč. Lloyida), Lilium (vč. Nomocharis), Medeola, Notholirion, Prosartes, Scoliopus, Streptopus, Tricyrtis, Tulipa